# Judenporzellan
Hinter dem Begriff Judenporzellan verbirgt sich eine hohe Sonderabgabe, welche Juden im friderizianischen Preußen zu zahlen hatten. Durch Kabinettsbefehl vom 21. März 1769 hatte Friedrich der Große angeordnet, dass Juden bei der Neuvergabe bzw. Vererbung von Schutzbriefen sowie beim Erwerb von Immobilienbesitz für 300 Taler sowie bei Empfang eines Generalprivilegs für 500 Taler Porzellan aus der Königlichen Porzellanmanufaktur Berlin (KPM) kaufen und es im Ausland verkaufen sollten. Die Umsetzung dieser Sonderabgabe wirkte sich für zahlreiche jüdische Familien existenzbedrohend aus, entsprachen diese Summen doch jeweils mehreren Jahresgehältern eines Berliner Manufakturarbeiters. Aus ökonomischen Erwägungen setzte die Bürokratie die Verordnung zunächst nur unvollkommen durch. 1779 intervenierte Friedrich und ließ die Verwaltungspraxis drastisch verschärfen. Dabei wurden finanzielle Verluste und die Abwanderung von Juden bewusst in Kauf genommen.
Die pejorative Bezeichnung „Judenporzellan“ verdankt ihre Entstehung der Tatsache, dass die betroffenen Juden die ihnen aufgedrängte Ware auf den deutschen und europäischen Märkten zumeist mit Verlusten von 50 Prozent und mehr abstießen, was sich letztlich für die Berliner Manufaktur rufschädigend auswirkte. Vor diesem Hintergrund wurde der „Porcellainexportationszwang“ nach dem Tode Friedrichs II. auf Initiative des neuen KPM-Chefs Friedrich Anton von Heinitz 1787/1788 aufgehoben. Allerdings musste die Judenschaft dafür nochmals 40.000 Taler Abstand zahlen.
Insgesamt kam es auf Basis der Verordnung von 1769 zu rund 1400 Zwangskäufen im Gesamtvolumen von 280.000 Talern. Das „Judenporzellan“ wurde vornehmlich nach Mecklenburg, Hamburg und Osteuropa weiterverkauft.
Die von Mendelssohns Urenkel Sebastian Hensel überlieferte Familienlegende, der zufolge Moses Mendelssohn anlässlich seiner 1762 erfolgten Heirat zwanzig Porzellan-Affen habe erwerben müssen, trifft so nicht zu, da das Heiratsedikt damals noch nicht in Kraft war und die noch 1929 im Familienbesitz befindlichen Affen-Nippes aus Meißener Produktion stammen. Doch da Mendelssohns Hochzeit zur Zeit des preußischen Krieges gegen Sachsen erfolgte und nur mit staatlicher Sondererlaubnis erfolgen konnte, erscheint die Abnahme entsprechender privater Kriegsbeute zur Beförderung des Vorgangs denkbar und könnte deren Entstehung erklären.